# یان پلانتاز
یان پلانتاز (هلندی: Jan Plantaz; ۳ دسامبر ۱۹۳۰ – ۱۰ فوریهٔ ۱۹۷۴) دوچرخه‌سوار اهل هلند بود.
وی در مسابقات کشوری و بین‌المللی در مجموع برندهٔ ۱ مدال برنز شده‌است.